# 염소 (원소)

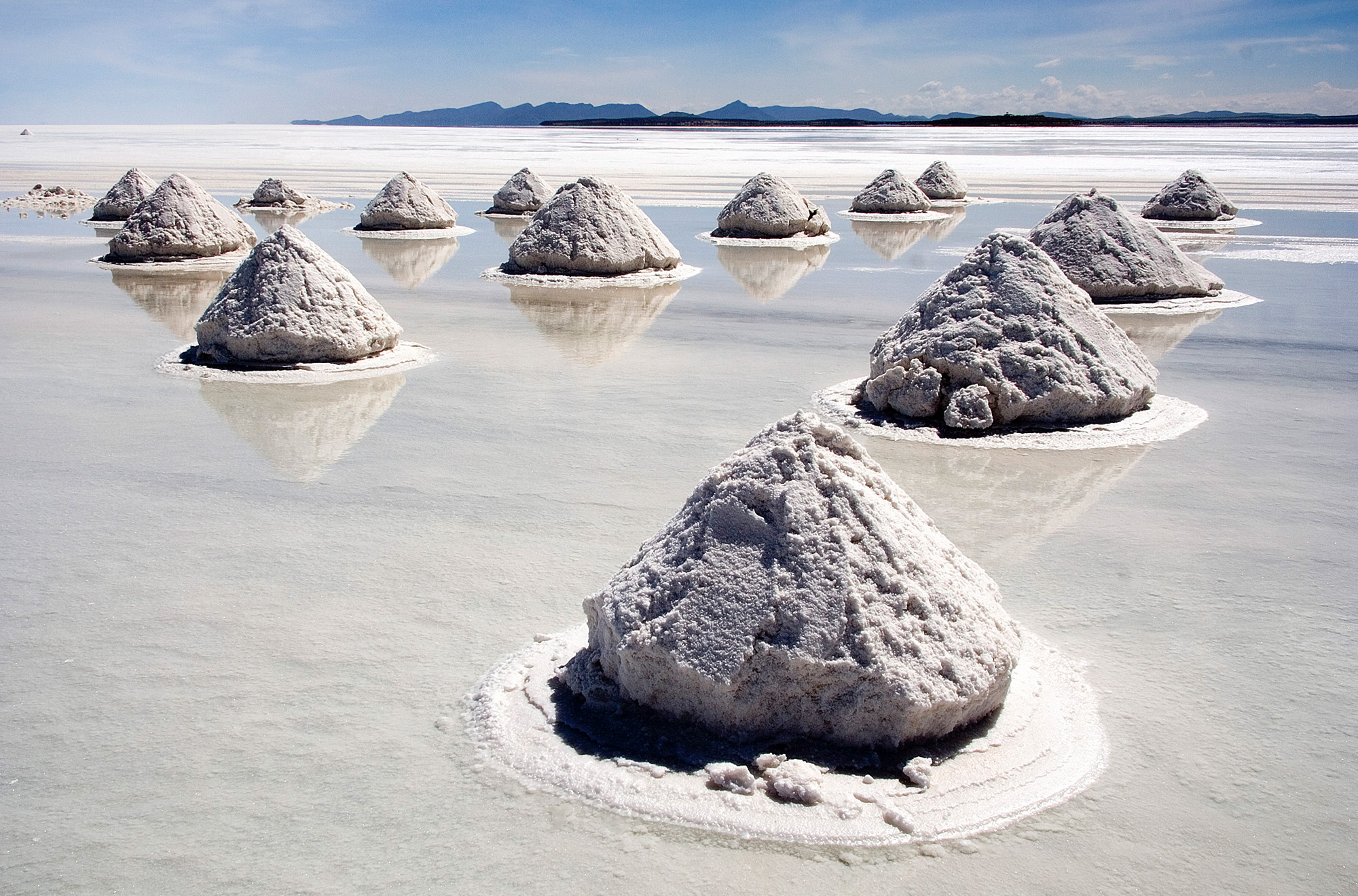
자연계에 널리 분포하는 염소. 소금은 염소(Cl)과 소듐(Na)의 화합물이다.

염소(鹽素←영어: Chlorine 클로린,일본어: 塩素 엔소[*])는 할로젠에 속하는 화학 원소로 기호는 Cl(←라틴어: Chlorium 클로리움[*])이고 원자 번호는 17이다. 염화 이온(Cl-)은 소금의 주요 성분으로, 자연계에 널리 분포하며, 특히 생명에게 필수적이다. 염소는 표준 상태에서 이원자 분자 형태로 존재하는 황록색 기체로 불쾌한 냄새가 있고 공기보다 2.5배 무겁다. 전자친화도는 원소 중 가장 높고, 전기음성도는 네 번째로 높다. 또, 두번째로 풍부한 할로젠 원소이며, 지각에서 21번째로 많이 존재한다. 염소 기체는 생물에게 매우 유독하고 위험하다. 제1차 세계대전에서는 최초의 기체 화학 무기로 사용되기도 했다. 염소 용액은 산화제, 표백제, 살균제 등으로 쓰인다. 자외선 존재하에 수소와 반응하여 염화수소를 생성하며, 앙금 생성 반응을 통해 산출되는 염화은(AgCl)은 흰색 앙금이다.

## 특징

### 물리적 특성
표준 상태에서 염소는 두 개의 원자가 결합하여 염소 분자를 형성한다. 두 원자 사이의 결합력은 약 242.580kJ/mol 정도로 비교적 약한 편이라서 반응성이 큰 편이다. 1기압에서의 끓는점은 -34.0 °C이나 실온에서 740kPa 이상의 압력을 가하면 액화할 수 있다.

### 화학적 특성
염소는 플루오린, 브로민, 아이오딘, 아스타틴과 함께 주기율표의 할로겐족을 이루며, 헬륨과 네온을 제외한 거의 모든 원소와 반응하여 화합물을 만든다. 염소는 -1에서 +7까지의 모든 홀수 산화수를 가질 수 있으며, 종류에 따라 0,+4,+6의 산화수를 가질 수도 있다.

## 존재
지구상에 존재하는 염소는 대개 염과 결합한 화합물의 형태로 존재한다. 주로 암염, 카널라이트 등의 형태로 발견된다. 또한, 바닷물에 많은 양의 염화 이온이 녹아있다. 해수 전체 질량의 약 1.9%는 염화 이온이다. 현재까지 약 2000가지의 염소 화합물이 알려져 있다.

## 동위 원소
염소의 동위 원소 중 가장 안정한 두 가지 동위원소는 35Cl(75.77%)와 37Cl(24.23%)이다. 두 종류의 동위 원소의 존재 비율을 고려한 염소의 평균 원자량은 35.4527이다. 모든 원자는 수소 원자량의 정수배라는 주장을 한 프로스트의 법칙과 방사성 동위원소라는 개념이 알려지지 않았던 초기 화학의 부족함 때문에 이렇게 정수로 나오지 않는 염소의 원자량은 당시의 화학자들에게 큰 혼란을 일으켰다.
이외에 자연에는 미량의 36Cl이 존재하는데, 그 존재비율은 안정한 방사성 동위원소 7×1013 개에 1개 정도이다. 36Cl은 대기 중에서 36Ar이 우주선(cosmic ray)과 상호작용하여 붕괴되면서 생성된다. 지하에서는 35Cl의 중성자 포획이나 40Ca의 뮤온 포획의 결과물로써 생성된다. 36Cl은 반감기가 약 30만 8000년 정도로, 36S과 36Ar으로 붕괴한다. 방사능 연대 측정에 적용하면 약 6만 년에서 100만 년 전까지의 연대를 측정할 수 있다. 인공적으로는 1952년과 1958년 대기권에서 행해진 핵실험으로 인해 발생된 방사선이 해수에 포함된 염소를 36Cl로 변화시켜 상당량의 36Cl이 생성되기도 했다. 이들이 대기에 머무른 기간은 약 1주일 정도였다. 이외에도 물속에서는 약 50년 정도의 연대를 측정할 수 있으며, 빙하와 빙퇴석에 관련된 지질학 연구에도 유용하게 사용된다.

## 역사
가장 흔한 염화물인 염화 나트륨(소금)은 아주 오랫동안 알려져 있었다. 1630년경에는 벨기에의 화학자이자 물리학자인 헬몬트에 의해 염소가 기체 상태로 존재한다는 것이 알려졌다. 1774년 스웨덴의 화학자인 셸레에 의해 염소에 대한 연구가 진행되었다. 그는 염소 기체를 '플로지스톤을 잃은 무리아틱 산'이라고 불렀는데 이는 당시 염산을 '무리아틱 산'이라고 부른 것에서 유래했다. 그러나 그는 염소가 원소일 거라고는 생각하지 못하고 염산의 산화물이라고 생각했다. 대신, 산화물의 형태로 존재하는 이 원소를 '무리아티큠'이라 명명했다. 또, 셸레는 자신의 생각과는 별개로 아래의 반응식처럼 이산화 망가니즈와 염산을 반응시켜 순수한 염소 기체를 분리하기도 하였다.
4HCl + MnO2 → MnCl2 + 2H2O + Cl2
그는 이렇게 얻은 염소 기체가 리트머스를 표백시키고 살균 작용이 뛰어나며, 왕수와 비슷한 냄새가 나는 등의 특성을 관찰하였다.
1809년 게이뤼삭(Joseph Louis Gay-Lussac)과 테나르(Louis-Jacques Thénard)는 셸레가 발견한 물질을 목탄에 반응시켜 그 안에 포함된 산소가 목탄 속의 탄소와 반응하여 일산화탄소를 생성시키고, 원소 상태의 '무리아티큠'을 남기는 실험을 했다. 그러나 그들은 이 실험에 실패한 후, '플로지스톤을 잃은 무리아틱 산'이 원소일지도 모른다고 생각했다. 이는 1810년 험프리 데이비가 같은 실험을 반복하여 증명했다. 또, 데이비는 염소에 그리스어로 녹황색을 뜻하는 χλωρος (chlōros)에서 이름을 따 영어로 'Chlorine'이라는 이름을 붙였다. 1811년 요한 슈바이거(Johann Salomo Christoph Schweigger)가 염소를 일컫는 말로 '할로젠'을 사용하였으나, 이후 1842년 베르셀리우스의 제안으로 염소와 17족에 있는 플루오린, 브로민, 아이오딘도 함께 지칭하는 말로 사용하게 되었다. 마이클 패러데이는 1823년 최초로 염소를 액화시키는데 성공했다.
염소 기체가 실용적으로 사용되기 시작한 것은 1785년 프랑스 화학자 베르톨레가 면직물 표백 용도로 처음 사용하기 시작하면서부터이다. 현대의 표백제도 베르톨레의 염소 연구에서 비롯되었다. 그는 1789년 자벨(Javel, 현재 프랑스 파리에 속해있음)에 있는 자신의 실험실에서 염소 기체를 탄산나트륨(Na2CO3) 수용액에 통과시키는 방법으로 차아염소산나트륨(NaOCl)을 만들어내는데 성공했다. 나중에 자벨수(영어:Javel water, 프랑스어:Eau de Javel)로 알려진 이 액체 생성물은 차아염소산나트륨이 소량 용해되어 있는 용액이었으나, 이 방법은 그다지 효율적이지 않아 대체 수단이 개발되었다. 이후, 1826년에는 염화은이 처음으로 사진을 찍는데 사용되었으며, 1847년에는 염소를 포함하는 클로로포름이 마취제로 사용되기 시작했다. 1912년에는 폴리염화바이닐(PVC)이 개발되었다.

## 화학 무기로의 사용 및 용도

### 제1차 세계대전
염소 기체는 1915년 4월 22일 2차 이프르 전투에서 독일군이 처음으로 화학 무기로 사용하였다. 염소는 폐 속 수분과 반응하여 염산을 생성하는데 이는 생명에 치명적일 수 있다. 이러한 염소 기체에 의한 피해는 활성탄이나 다른 흡착 물질이 들어간 방독면을 통해 어느 정도 막을 수 있으나, 당시에는 이러한 방독면이 잘 보급되지 않아 연합국 군인들이 큰 피해를 입었다. 나중에 암모니아를 인공적으로 합성하는 방법을 개발한 공로로 노벨 화학상을 수상하는 프리츠 하버(Fritz Haber)가 이를 개발했는데, 그의 아내가 이를 말리다가 결국 자살했다.

### 용도
- 상하수도 살균제로 사용된다.
- 아이스크림, 냉장식품, 냉동식품 살균제로 사용된다.
- 화학공업에 사용된다.
- 락스 제조에 사용된다.
- 폭발물, 수류탄, 연막탄, 섬광탄 제조에 사용된다.

## 독성
염소가스가 신체에 닿을 경우 염산으로 변해 심각한 화상을 입을 수 있으며, 공기보다 무거워 10PPM~20PPM만 흡입하면 몸속 장기들이 찢어지거나 녹아내리게 할 수 있는 유독 물질이다.
| |
| (예시)앰플(ampoule)속에 가둬진 염소 가스(Chlorine gas) - 농축된 염소가스(황녹색)는 생명체에 매우 치명적이다. |

## 같이 보기
- 산업 가스